# Cyrtandra hillebrandii
Cyrtandra hillebrandii är en tvåhjärtbladig växtart som beskrevs av Daniel Oliver. Cyrtandra hillebrandii ingår i släktet Cyrtandra och familjen Gesneriaceae. Inga underarter finns listade i Catalogue of Life.